# Soko G-4 Super Galeb
Le Soko G-4 Super Galeb est un avion militaire yougoslave qui effectua son premier vol le 17 juillet 1978.

## Utilisateurs
- Serbie
- Monténégro
- Birmanie
- Bosnie-Herzégovine